# 中井和夫
中井 和夫（なかい かずお、1948年10月24日 - ）は、日本の歴史学者（西洋史）。専門はウクライナ史、国際関係論。東京大学名誉教授。

## 経歴
1948年、鳥取県生まれ。東京教育大学附属駒場高等学校を卒業し、東京大学教養学部に進んだ。国際関係論を専攻し、1973年に卒業。同大学大学院社会学研究科に進学し、1975年に修士課程を修了。
大学院修了後は、秋田大学教育学部助教授に就いた。1991年、東京大学教養学部助教授に転じ、1994年に教授昇格。2013年、東京大学を退官し、名誉教授となった。

## 家族・親族
- 甥：遠藤乾は国際政治学者。

## 著作
単著
- 『ソヴェト民族政策史：ウクライナ 1917-1945』御茶の水書房、1988年。
- 『ウクライナ語入門』大学書林、1991年。
- 『多民族国家ソ連の終焉』岩波書店〈岩波ブックレット〉、1992年。
- 『ウクライナ・ナショナリズム：独立のディレンマ』東京大学出版会、1998年。
- 『ウクライナ・ベラルーシ史』山川出版社〈YAMAKAWA SELECTION〉、2023年。ISBN　978-4-634-42405-0
  - 下記の『ポーランド・ウクライナ・バルト史』を改題・抜粋・加筆[3]。
- 『ウクライナ・インテレクチュアル・ヒストリー』群像社、2024年。ISBN　978-4-910100-37-1

共著
- 『分裂するソ連：なぜ民族の反乱が起こったか』山内昌之・廣岡正久・佐久間邦夫・北川誠一共著、日本放送出版協会、1990年。
- 『連邦解体の比較研究：ソ連・ユーゴ・チェコ』柴宜弘・林忠行共著、多賀出版、1998年。

共編著
- 『ポーランド・ウクライナ・バルト史』伊東孝之・井内敏夫共編、山川出版社〈新版世界各国史 20〉、1998年。

訳書
- （アレク・ノーヴ）『スターリンからブレジネフまで：ソヴェト現代史』和田春樹共訳、刀水書房、1983年。

## 資料
- 「中井和夫先生　業績一覧」『Odysseus:東京大学大学院総合文化研究科地域文化研究専攻紀要』17, 2013年, 95-99頁.doi